# Amal Club Belksiri
O Amal Club Belksiri é um clube de futebol com sede em Belksiri, Marrocos. 

## História
A equipe compete no Campeonato Marroquino de Futebol.